# Comuna Dolînivka, Haivoron
Dolînivka (în ucraineană Долинівка) este o comună în raionul Haivoron, regiunea Kirovohrad, Ucraina, formată din satele Dolînivka (reședința) și Pereiampil.

## Demografie
Componența lingvistică a comunei Dolînivka
     Ucraineană (97,22%)
     Rusă (1,76%)
     Alte limbi (0,56%)
Conform recensământului din 2001, majoritatea populației comunei Dolînivka era vorbitoare de ucraineană (97,22%), existând în minoritate și vorbitori de rusă (1,76%).